# Chetogena arnaudi
Chetogena arnaudi är en tvåvingeart som först beskrevs av Henry Jonathan Reinhard 1956.  Chetogena arnaudi ingår i släktet Chetogena och familjen parasitflugor. Inga underarter finns listade i Catalogue of Life.